# Зинченко, Александр Иванович
Алекса́ндр Ива́нович Зи́нченко (1907, Клугино-Башкировка, Харьковская губерния — 10 ноября 1943, Дудки, Киевская область) — майор Рабоче-крестьянской Красной армии, участник Великой Отечественной войны, Герой Советского Союза (1943).

## Биография
Александр Зинченко родился 20 июля 1907 года в селе Клугино-Башкировка Чугуевской волости Змиевского уезда Харьковской губернии (ныне — село в составе Чугуевского городского совета Харьковской области Украины). После окончания семи классов школы работал на Чугуевском обозном заводе, затем на стройке Харьковского тракторного завода. В 1929 году Зинченко был призван на службу в Рабоче-крестьянскую Красную армию. В 1938 году он окончил пехотную школу. С августа 1941 года — на фронтах Великой Отечественной войны. Принимал участие в боях на Кавказском, Сталинградском и Центральном фронтах, в мае 1942 года был ранен в ногу. Участвовал в Сталинградской и Курской битвах, освобождении Украинской ССР. К сентябрю 1943 года майор Александр Зинченко командовал 3-м батальоном 385-го стрелкового полка 112-й стрелковой дивизии 24-го стрелкового корпуса 60-й армии Центрального фронта. Отличился во время битвы за Днепр.
24 сентября 1943 года батальон Зинченко переправился через Днепр в районе села Ясногородка Вышгородского района Киевской области Украинской ССР. Прорвав немецкую оборону, он освободил часть Ясногородки и закрепился на занятых рубежах. Противник предпринял пять контратак, но все они были отражены. Батальон в тех боях уничтожил более 10 вражеских огневых точек и около 200 солдат и офицеров.
Указом Президиума Верховного Совета СССР от 17 октября 1943 года за «успешное форсирование реки Днепр севернее Киева, прочное закрепление плацдарма на западном берегу реки Днепр и проявленные при этом отвагу и геройство» майор Александр Зинченко был удостоен высокого звания Героя Советского Союза с вручением ордена Ленина и медали «Золотая Звезда».
9 ноября 1943 года в боях под Киевом Зинченко получил тяжёлое сквозное пулевое ранение в живот, от которого скончался на следующий день в дивизионном медсанбате. Похоронен в селе Дудки Вышгородского района.